# Benzyl bromide
Benzyl bromide là một hợp chất hữu cơ có công thức C6H5CH2Br. Phân tử này bao gồm một vòng benzen được thế bằng một nhóm bromomethyl. Đây là một chất lỏng không màu có tính chất lacrymatory. Hợp chất này là một thuốc thử để đưa các nhóm benzyl.

## Tổng hợp và cấu trúc
Benzyl bromide có thể được tổng hợp bằng sự brom hóa của toluene trong các điều kiện thích hợp cho một halogen hóa gốc tự do:
Cấu trúc đã được khẳng định bằng nhiễu xạ điện tử.

## Ứng dụng
Benzyl bromide được sử dụng trong việc tổng hợp hữu cơ để đưa vào các nhóm benzyl. Phản ứng này thường đạt được với sự có mặt của các xúc tác của natri iodide, tạo ra phản ứng benzyl iodide. Trong nhiều trường hợp, benzyl đóng vai trò bảo vệ nhóm rượu và axit cacboxylic.

## Độ an toàn
Benzyl bromide gây kích ứng mạnh cho da và niêm mạc. Do những tính chất này, nó đã được sử dụng trong chiến tranh hóa học, cả trong chiến đấu và trong quá trình huấn luyện do tính chất gây kích ứng nhưng không gây tử vong.